# Bondovka
Bondovka je označení pro romány a filmy, jejichž hlavním hrdinou je britský tajný agent James Bond. Označení se používá taktéž pro díla, která jsou Flemingovým Bondem inspirována, jako je například film Kingsman: Tajná služba.
Je nutné rozlišovat původní knižní sérii – tj. romány Iana Fleminga –, romány Flemingových pokračovatelů a dnes už dvě „oficiální“ filmové série: první z nich započatou snímkem Dr. No (1962) a zakončenou filmem Dnes neumírej (2002) a novou sérii, restart nebo též remake celé série, kterou v roce 2006 zahájil snímek Casino Royale. Vedle toho se postava Jamese Bonda objevila také v remaku filmu Thunderball z roku 1983 nazvaném Nikdy neříkej nikdy, který je považován za „neoficiální“ bondovku, neboť vznikl mimo produkční společnost EON productions, a také v parodii Casino Royale s Davidem Nivenem a ještě jednou v Casinu Royale s Barrym Nelsonem. Celkově tedy mohli fanoušci Jamese Bonda zhlédnout 3 filmy s názvem Casino Royale.
Knižní a filmová série se v mnohém liší, zejména proto, že příběhy byly zfilmovány v jiném pořadí, než v jakém byly vydány v knižní podobě. Navíc od počátku 70. let scenáristé do značné míry upravovali knižní předlohy, což je nejmarkantnější zejména u snímků Špion, který mě miloval a Moonraker, které mají s knižní předlohou společné prakticky pouze názvy. Název filmu Quantum of Solace si tvůrci pouze „vypůjčili“ ze sbírky povídek Quantum of Solace.